# L'Herbe verte du Wyoming
L'Herbe verte du Wyoming (Green Grass of Wyoming) est un roman de Mary O'Hara publié en 1946. La version de 1991 a été illustrée par Willi Glasauer. Il s'agit du dernier ouvrage d'une trilogie ; les deux romans précédents sont : Mon amie Flicka et Le Fils de Flicka.

## Résumé
Un étalon blanc kidnappe des juments au nord du Colorado et au sud du Wyoming. Ken Mac Laughlin comprend qu'il s'agit de Thunderhead, l'étalon issu de sa jument Flicka.
Une vaste opération est montée pour récupérer le troupeau et son étalon. Ken y participe avec Carey, une jeune fille dont la pouliche a été enlevée. Une idylle entre les deux adolescents naît de cette rencontre, mais des obstacles surgissent pour la contrarier.

## Titre du roman
Lors de l'arrivée du printemps, très court à cette altitude au-delà de 2 000 mètres, l'herbe verte pousse. À l'époque de la rédaction du roman, elle était un sujet de discussion entre éleveurs. 

## Adaptation au cinéma
- 1948 : Alerte au ranch (Green Grass of Wyoming), film américain.

## Sources
- Mary O'Hara, L'herbe verte du Wyoming, Folio Junior, février 2012, 373 p. (ISBN 978-2-07-051412-0)